# Leochilus leiboldii
Leochilus leiboldii är en orkidéart som beskrevs av Heinrich Gustav Reichenbach. Leochilus leiboldii ingår i släktet Leochilus och familjen orkidéer. Inga underarter finns listade i Catalogue of Life.

## Bildgalleri

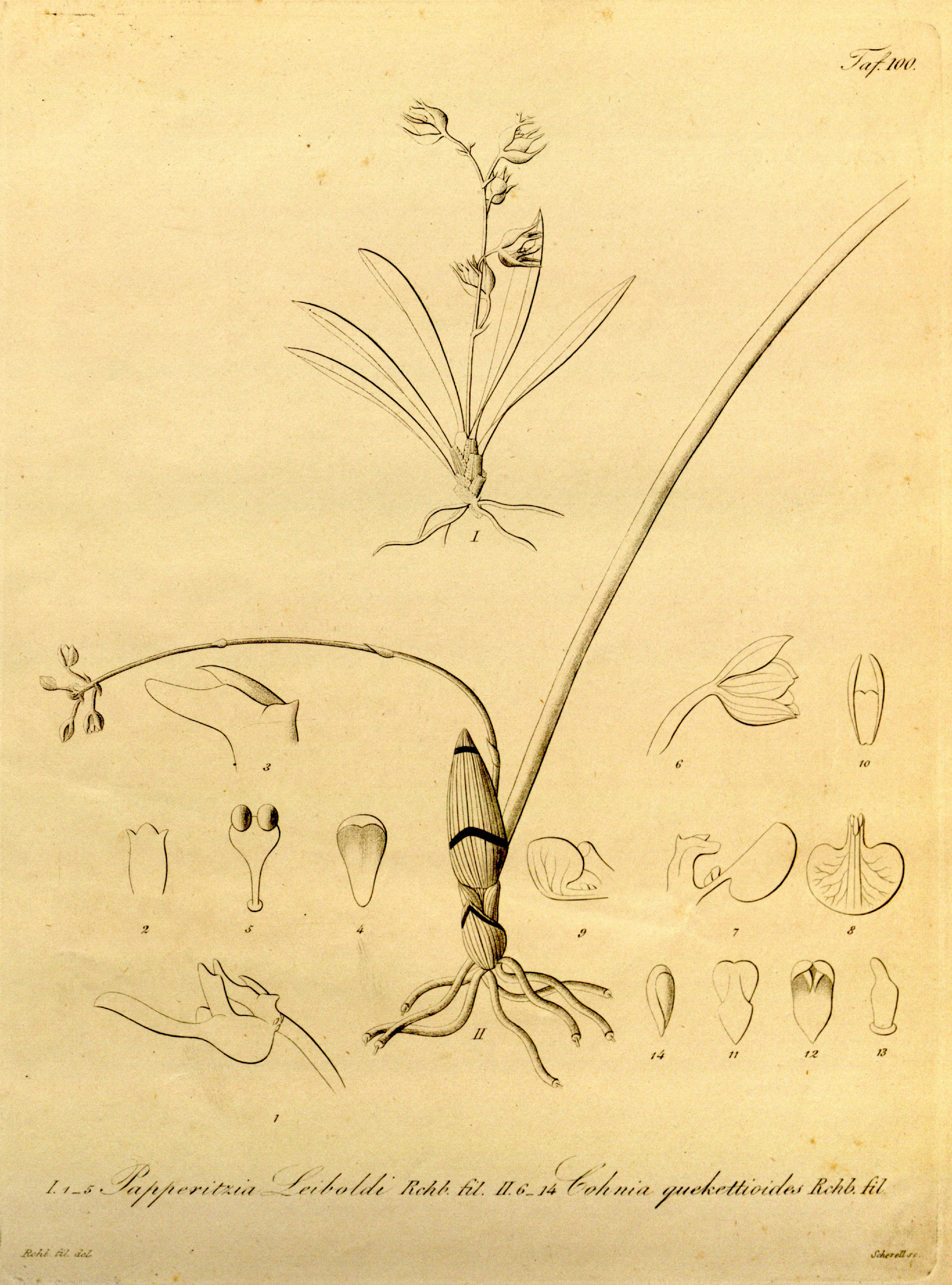